# 137-я улица — Сити-колледж (линия Бродвея и Седьмой авеню, Ай-ар-ти)
|   |   |   |   |   |
| · | · | · | · | · |

|   |   |   |   |   |
| · | · | · | · | · |

«137-я улица — Сити-колледж» (англ. 137th Street–City College) — станция Нью-Йоркского метрополитена, расположенная на линии Бродвея и Седьмой авеню, Ай-ар-ти.  На станции останавливается маршрут 1 (круглосуточно). Она представлена двумя боковыми платформами, обслуживающими два локальных пути (экспресс-путь не используется для регулярного движения поездов).
Станция была открыта 27 октября 1904 года в составе первой очереди сети Interborough Rapid Transit Company (IRT). В это время поезда ходили от станции City Hall до 145th Street.
Рядом со станцией расположен Сити-колледж.
К северу от станции пути разветвляются, а далее сходятся обратно. Дополнительные пути по обе стороны от линии используются для отстоя поездов и образуют депо «137-я улица».
Эта станция часто встречается в сериале «Новый Амстердам».
- Вход на станцию
- Именная мозаика
- Картуш с лицами